# Vinařice (Kladno)
Vinařice é uma comuna checa localizada na região da Boêmia Central, distrito de Kladno.